# 京畿道 (朝鮮八道)
京畿道（：／ Gyeonggi-do）屬朝鮮八道，領域相當於大韩民国京畿道、首爾特別市、仁川廣域市大部份及朝鲜民主主义人民共和国開城市。東接江原道，南接忠清道，北接黄海道，西臨西海（黄海）。

## 歷史
京畿道建於高麗時代，但當時只轄開城周邊的有限區域，包括後來首爾在內的大部份地區都屬楊廣道。1390年（恭讓王二年、明洪武二十三年），楊廣道、交州道、西海道39縣劃為京畿左道與京畿右道。
1394年（朝鮮太祖三年、明洪武二十七年），定都漢城府，次年調整京畿道領域。此過程中，京畿道西北的遂安、谷州、延安併入豐海道（黄海道），忠清道北部楊州、廣州、水原、驪州、安城併入京畿道。
1402年（太宗二年、明建文四年），京畿左右道成為京畿左右道省，1413年（太宗十三年、明永乐十一年）邊界與大韓民國京畿道類似。次年1月18日，京畿左道、京畿右道併為京畿道。1435年（世宗十七年、明宣德十年），京畿道鐵原、安峽劃至江原道，忠清道竹山劃至京畿道。
朝鮮王朝首都漢城府屬京畿道，但無外官職，而有京官職，由中央官僚漢城府判尹管理。1895年（開國五百零四年）二十三府制將廢京畿道，將其拆分為漢城府、仁川府、忠州府、公州府、開城府。1896年（建陽元年）十三道制復設京畿道。

## 行政區劃
下列行政區劃依據《经国大典》。
| 類型   | 長官     | 官職   | 名稱 |
| ------ | -------- | ------ | --- |
| 府     | 判尹     | 正二品 | 漢城府 |
| 府     | 留守     | 從二品 | 開城府 |
| 牧     | 牧使     | 正三品 | 廣州牧、驪州牧、坡州牧、楊州牧                                                                                 |
| 都護府 | 都護府使 | 從三品 | 仁川都護府、富平都護府、江華都護府、水原都護府、南陽都護府、利川都護府、長湍都護府                             |
| 郡     | 郡守     | 從四品 | 楊根郡、豐德郡、安山郡、朔寧郡、安城郡、麻田郡、高陽郡                                                         |
| 縣     | 縣令     | 從五品 | 龍仁縣、振威縣、永平縣、陽川縣、金浦縣                                                                         |
| 縣     | 縣監     | 從六品 | 砥平縣、抱川縣、積城縣、果川縣、衿川縣、喬桐縣、通津縣、交河縣、漣川縣、陰竹縣、陽城縣、陽智縣、加平縣、竹山縣 |